# Kai J. Sasse
Kai J. Sasse (* 1959 in Kassel; † 10. März 2012 in Hamburg) war ein deutscher Sänger, Songtexter, Erzähler und Übersetzer.

## Leben
Nach dem Abitur wurde Sasse in seiner Geburtsstadt Kassel als Sänger der Punkband Wankers bekannt. Mit Stephan Balkenhol und Peer Schröder veröffentlichte er 1976  vom Dadaismus und der amerikanischen Beat Generation inspirierte Gedichte in der Zeitschrift Schorli Morli. Die Ausgaben, gedruckt auf einem Spirit-Carbon-Umdrucker, wurden heimlich nachts in Kasseler Briefkästen geworfen. Mit Anfang zwanzig zog er nach Hamburg-Eimsbüttel und wurde dort dauerhaft sesshaft. Ende der 1980er Jahre wurde er in Hamburg Mitbegründer und Sänger der Avantgarde-Hardcore-Punk-Band Hannibal Lecter Society.
Der Agnostiker und Anarchist studierte Amerikanistik und arbeitete als Übersetzer. Er übersetzte Sara Cravens Roman Rendezvous mit einer Unbekannten.
Seine letzten Lebensjahre waren geprägt durch sein Engagement für den World Wide Fund For Nature im Projekt Meeresschutz.

## Werke
Kai J. Sasse schrieb Songtexte, Prosa und Gedichte und veröffentlichte in den Zeitschriften Schorli Morli, Loose Blätter Sammlung, Zeitschrift für angewandtes Alphabet und Kunst sowie im Gegner.
Als Sänger der Hannibal Lecter Society schrieb er für die Band alle Songtexte. Texte, die in spontanen ekstatischen Improvisationen entstanden und von inbrünstiger Ehrlichkeit geprägt sind.

## Erzählungen
- Kai J. Sasse: Realitätsfalle. In memoriam Brigid O’Shaughnessy. Novelle. (Hrsg. mit Michael Schmidt, Tromsø, Norwegen). Wehrhahn Verlag, Hannover 2014.[4]

## Zitat
„Es gibt eine Art erwachsener Kinderträume. Einen Bereich, der sich durch nichts anderes kennzeichnet, als dass er einfach gut ist. Nicht Gut als Antithese des Bösen, das war früher einmal.“

## Musik
Sänger und Texter der Hannibal Lecter Society
- Album „Decade of porn“ ca. 1989